# Vichy
 For alternative betydninger, se Vichy (flertydig). (Se også artikler, som begynder med Vichy)
Vichy er en kur-, verdensarvs- og ferieby i det centrale Frankrig, nær Clermont-Ferrand og var hovedstad i Vichy-frankrig under den tyske besættelse af Frankrig 1940-44.
Indbyggertal (1999): 78,000.

## Verdensarv fra 2021
Den 24. juli 2021 indskrev UNESCO Vichy som verdensarv. Vichy blev én af de 11 byer i Europas store kurbadesteder.
- Wikimedia Commons har flere filer relateret til Vichy

46°07′37″N 3°25′33″Ø / 46.1269°N 3.4258°Ø